# 大豊区
大豊区（だいほう-く）は中華人民共和国江蘇省塩城市に位置する市轄区。
区内の沿海部一帯の大豊麋鹿自然保護区はシフゾウの生息地であり、2002年にラムサール条約登録地となった。

## 行政区画
- 街道:豊華街道、大中街道
- 鎮:草堰鎮、白駒鎮、劉荘鎮、西団鎮、小海鎮、大橋鎮、草廟鎮、万盈鎮、南陽鎮、新豊鎮、三竜鎮

## 出身人物
- 張士誠 - 元末の群雄の一人。
- 駱暁娟（中国語版） - フェンシング選手。
- 顧娟（中国語版） - バドミントン選手。
- 楊超越 - Rocket Girls 101のメンバー。